# Héctor Baldassi

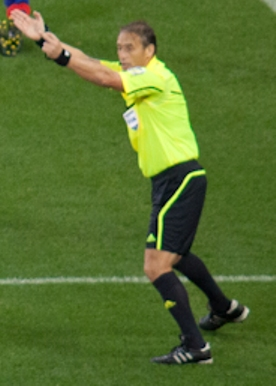
Héctor Baldassi

Héctor Walter Baldassi  (Río Ceballos, 5 januari 1966) is een Argentijns voormalig scheidsrechter in het betaald voetbal. Hij floot in 1998 zijn eerste wedstrijd in de Primera División Argentinië en leidde op 25 juli 2000 zijn eerste interland, Venezuela-Chili. Hij was onder meer hoofdscheidsrechter tijdens wedstrijden om de Copa América 2004, Copa Sudamericana 2006 en Copa Libertadores 2008.
Op mondiaal niveau was Baldassi actief op het WK onder 20 - 2007, de Olympische Zomerspelen 2008, het WK onder 20 - 2009 en het WK 2010. Op het wereldkampioenschap van 2010 had hij de leiding over de groepswedstrijden Servië-Ghana (0-1, vijf gele kaarten, één strafschop), Nederland-Japan (1-0, één gele kaart) en Zwitserland-Honduras (0-0, vijf gele kaarten). Daarnaast floot hij de achtste finale Spanje-Portugal (1-0, twee gele kaarten).
Baldassi floot zijn laatste internationale wedstrijd op 11 november 2011, de WK-kwalificatiewedstrijd Uruguay-Chili (4-0) in Montevideo.